# Copa Mundial de Rugby League de 1977
La Copa Mundial de Rugby League de 1977 fue la octava edición de la Copa del Mundo de Rugby League.

## Equipos
- Australia
- Francia
- Gran Bretaña
- Nueva Zelanda

## Fase de grupos
| Equipo        | Encuentros | Encuentros | Encuentros | Encuentros | Tantos  | Tantos    | Tantos     | Puntos |
| Equipo        | jugados    | ganados    | empatados  | perdidos   | a favor | en contra | diferencia | Puntos |
| ------------- | ---------- | ---------- | ---------- | ---------- | ------- | --------- | ---------- | ------ |
| Australia     | 3          | 3          | 0          | 0          | 67      | 26        | +41        | 6      |
| Gran Bretaña  | 3          | 2          | 0          | 1          | 58      | 35        | +23        | 4      |
| Nueva Zelanda | 3          | 1          | 0          | 2          | 52      | 77        | −25        | 2      |
| Francia       | 3          | 0          | 0          | 3          | 33      | 72        | −39        | 0      |

Nota: Se otorgan 2 puntos al equipo que gane un partido, 1 al que empate y 0 al que pierda.
|  | Clasifican a la final |

### Final
| 25 de junio | Australia | 13 - 12 | Gran Bretaña | Sydney Cricket Ground, Sídney   |  |
|             |           |         |              | Asistencia: 24.457 espectadores |  |

| Bandera de Australia |
| Campeón Australia    |
| Quinto título        |